# Yibbi Jansen
Pour les articles homonymes, voir Jansen.
Yibbi Jansen née le 18 novembre 1999, est une joueuse néerlandaise de hockey sur gazon. Elle évolue au poste de défenseure au SCHC et avec l'équipe nationale néerlandaise.

## Biographie
Yibbi, fille de l'ancien gardien de but de hockey et international Ronald Jansen, a commencé à jouer au hockey à l'âge de 7 ans à Den Bosch et a traversé toute l'académie des jeunes à Oosterplas. À 15 ans, elle a déjà fait ses premières minutes en dames 1. Malgré le titre national remporté lors de sa première saison complète (2015-2016), elle a échangé Den Bosch pour Oranje-Rood, où elle s'est manifestée comme spécialiste des coins de pénalité. À l'été 2019, Yibbi est passée au SCHC, en partie à cause de ses projets d'études. Elle a joué son premier match international pour l'équipe d'Orange en janvier 2018 contre les États-Unis et n'a eu besoin que de sept (!) minutes pour son premier but international.

## Carrière
Elle a fait ses débuts en équipe première en janvier 2018 en Californie, lors d'un quadruple match amical contre les États-Unis.

## Palmarès
- : 1re à l'Euro U21 2017
- : 1re au Champions Trophy 2018[3],[4]
- : 1re à la Ligue professionnelle 2019
- : 2e à l'Euro U21 2019
- : 1re à la Ligue professionnelle 2020-2021
- : 2e à la Ligue professionnelle 2021-2022